# 이승삼
이승삼(李勝三, 1961년 12월 17일 ~ )은 씨름 선수 분야에서 은퇴한 대한민국의 대학 교수, 정치인이다. 호(號)는 산남(山南)이다.

## 주요 이력
이봉걸, 이만기, 최욱진 등과 함께 대한민국 씨름의 선두 주자 세력으로 이름을 날린 그는 1980년 대학 씨름에 입문하여 1993년 은퇴하였다.

## 주요 경력
- 1980년 대학 씨름 입문.
- 1989년 씨름 선수 분야 은퇴(1989년 1월).
- 1995년 제1회 지방 선거 시절 경상남도 마산시 시장 선거에 무소속 후보 출마하였지만 낙선.
- 1998년 제2회 지방 선거 시절 경상남도 창원시 시장 선거에 무소속 후보 출마하였지만 낙선.
- 2000년 새천년민주당 스포츠문화체육행정특임위원(2000년 11월).
- 2002년 새천년민주당 스포츠문화체육행정특임위원 직위 퇴임(2002년 1월).
- 2008년 인제대학교 체육교육학과 겸임교수.
- 2009년 동의대학교 체육교육학과 겸임교수.

## 학력
- 경상남도 마산상업고등학교 졸업
- 경남대학교 체육교육학과 학사
- 창원대학교 대학원 체육교육학과 체육학 석사
- 경남대학교 대학원 체육교육학과 체육학 박사